# Çekerek Çayı
Der Çekerek Çayı (auch Çekerek Irmağı) ist ein linker Nebenfluss des Yeşilırmak im nördlichen Anatolien.

## Name
In der Antike trug der Fluss die Bezeichnung Skylax (latinisiert Scylax). Die Hethiter nannten ihn Zūliya, der häufig genannt wird und auch kultisch verehrt wurde. Güterbock identifiziert den Çekerek allerdings mit dem hethitischen Kummešmaḫa, der heute eher mit dem Yeşilırmak gleichgesetzt wird.

## Geographie
Der Çekerek Çayı entsteht am Zusammenfluss mehrerer Quellbäche westlich von Çamlıbel im Süden der Provinz Tokat. Er fließt anfangs in überwiegend westlicher Richtung. Bei Çekerek wird er von der Süreyyabey-Talsperre aufgestaut. Er fließt anschließend ein kurzes Stück nach Norden, wendet sich dann aber nach Westen. An seinem Flusslauf liegt das Gökmen-Wasserkraftwerk mit einer Leistung von 3 MW.
Der Çekerek Çayı fließt im Unterlauf nach Nordosten, an dem Ort Göynücek vorbei und mündet schließlich 10 km südlich der Provinzhauptstadt Amasya in den Yeşilırmak.
Der Çekerek Çayı hat eine Länge von ca. 300 km.
Zwischen den Dörfern Kazankaya und İncesu im Landkreis Ortaköy fließt der Çekerek Çayı durch die zehn Kilometer lange İncesu-Schlucht (İncesu Kanyonu). In dieser Schlucht wurde 1985 an einer schwer zugänglichen Stelle ein hellenistisches Hochrelief mit einer 3,16 Meter großen weiblichen Figur entdeckt, die mutmaßlich in der zweiten Hälfte des 2. Jahrhunderts v. Chr. entstand und zum Kult der persischen Göttin Anaitis gehörte. Nach Börker-Klähn könnte der antike Kult in die Bronzezeit zurückgehen und die Verehrung der Flussgöttin Šuppiluliya fortsetzen.